# فريدريك كارلتون ويند
فريدريك كارلتون ويند (بالإنجليزية: Frederick C. Weyand) (15 سبتمبر 1916 - 10 فبراير 2010) كان جنرالا في جيش الولايات المتحدة كان قائد في الماضي في عمليات الجيش الأمريكي في حرب فيتنام 1972-1973، وشغل منصب رئيس أركان الجيش الأمريكي الثامن والعشرين من الموظفين من عام 1974 إلى عام 1976.

## روابط خارجية
- فريدريك كارلتون ويند على موقع مونزينجر (الألمانية)
- فريدريك كارلتون ويند على موقع إن إن دي بي (الإنجليزية)

- فريدريك كارلتون ويند على موقع فايند أغريف
- Weyand Bibliography نسخة محفوظة 5 مايو 2017 على موقع واي باك مشين. in Commanding Generals and Chiefs of Staff of the Army, a publication of the مركز التاريخ العسكري لجيش الولايات المتحدة.
- Murray Fromson's article revealing Weyand as source